# Get Me to the Church on Time
Get Me to the Church on Time est une chanson composée par Frederick Loewe, sur des paroles de Alan Jay Lerner pour la comédie musicale de 1956 My Fair Lady, où elle a été créée par Stanley Holloway. 

## Dans le film
Elle est chantée par le personnage cockney de Alfred P. Doolittle (joué par Stanley Holloway) éboueur et père du personnage principal Eliza Doolittle (en) qui a reçu un legs surprise de quatre mille livres par an d'un milliardaire américain, qui l'élève dans la classe moyenne. C'est pourquoi il se sent obligé d'épouser la « belle mère » d'Eliza, avec qui il « vit dans le pêché » depuis des années. Doolittle enterre sa vie de garçon et la chanson est un appel à ses amis de ne pas laisser son ivresse lui faire oublier ses bonnes intentions et de voir à ce qu'il arrive à l'église à l'heure.

## Dans la culture populaire
Get Me to the Church on Time a été samplé dans la chanson The Morning par les rappeurs Raekwon, Pusha T, Common, 2 Chainz, Cyhi the Prynce, Kid Cudi et D'banj dans leur album de 2012 Cruel Summer chez GOOD Music.
La chanson est reprise par l'artiste jamaïcain Yellowman, en 1982, sur l'album Mister Yellowman, sous le titre Yellowman getting married.

## Enregistrements notables
- André Previn et Shelly Manne : My Fair Lady (en) (1956)
- Andy Williams : Andy Williams Sings Rodgers and Hammerstein (1959)
- Rosemary Clooney : Rosie Solves the Swingin' Riddle! (1961)
- Stanley Holloway : My Fair Lady (1964)
- Frank Sinatra : Sinatra at the Sands (en) (1966)
- Mel Tormé : Mel Tormé and the Marty Paich Dektette - Reunion (en) (1988)
- June Christy : Through the Years (1995)